# Resolutie 1582 Veiligheidsraad Verenigde Naties
Resolutie 1582 van de Veiligheidsraad van de Verenigde Naties werd op 28 januari 2005 unaniem aangenomen door de VN-Veiligheidsraad, en verlengde de UNOMIG-waarnemingsmissie in Abchazië met een half jaar.

## Achtergrond
Op de golf van opkomend onafhankelijkheidsstreven van Georgië uit de Sovjet-Unie tegen het einde van de jaren 1980, streefde de Abchazische minderheid in de Abchazische autonome republiek de onafhankelijkheid na, uit angst de autonomie in Georgië te verliezen. Het leidde tot etnische spanningen met de Georgiërs, die in Abchazië de grootste bevolkingsgroep waren.
In 1992 kwam het tot een gewapend conflict, waarbij ook Rusland betrokken raakte, dat het voor de Abchaziërs opnam. Begin 1993 braken zware gevechten uit om de Abchazische hoofdstad Soechoemi. In de zomer van 1993 werd een staakt-het-vuren afgesproken en werd de UNOMIG-waarnemingsmissie opgericht. De val van Soechoemi in september 1993 leidde tot grootschalige etnische zuiveringen tegen de Georgische gemeenschap.

## Inhoud

### Waarnemingen
De daders die een UNOMIG-helikopter neerschoten op 8 oktober 2001, waarbij negen waren omgekomen, waren nog steeds niet gevonden. Ook zaten de onderhandelingen over het conflict in Abchazië nog steeds vast. Wel waren er enkele positieve signalen te merken in het vredesproces.

### Handelingen
Men betreurde dat er geen vooruitgang was geboekt bij de onderhandelingen over de politieke status van Abchazië. Het document basisprincipes voor de bevoegdheidsverdeling tussen Tbilisi en Soechoemi dat door de bemiddelaars op tafel was gelegd moest hierbij helpen. Beide partijen moesten hierbij concessies doen. Vooral de Abchazen weigerden over de inhoud van het document te praten. De partijen werden opgeroepen het vredesproces nieuw leven in te blazen en te zorgen voor de terugkeer van de vluchtelingen.
De Abchazen werden opgeroepen de ordehandhaving te verbeteren en te zorgen dat etnisch-Georgiërs konden worden geholpen in hun eigen taal. Georgië spande zich in om een einde te maken aan de activiteiten van gewapende groepen.
Ten slotte werd het mandaat van de UNOMIG-waarnemers in Georgië verlengd tot 31 juli 2005, en werd secretaris-generaal Kofi Annan gevraagd binnen drie maanden te rapporteren over de situatie in Abchazië.

## Verwante resoluties
- Resolutie 1524 Veiligheidsraad Verenigde Naties (2004)
- Resolutie 1554 Veiligheidsraad Verenigde Naties (2004)
- Resolutie 1615 Veiligheidsraad Verenigde Naties
- Resolutie 1656 Veiligheidsraad Verenigde Naties (2006)

Lijst ·  1581 ·  1582 ·  1583 ·  1584 ·  1585 ·  1586 ·  1587 ·  1588 ·  1589 ·  1590 ·  1591 ·  1592 ·  1593 ·  1594 ·  1595 ·  1596 ·  1597 ·  1598 ·  1599 ·  1600 ·  1601 ·  1602 ·  1603 ·  1604 ·  1605 ·  1606 ·  1607 ·  1608 ·  1609 ·  1610 ·  1611 ·  1612 ·  1613 ·  1614 ·  1615 ·  1616 ·  1617 ·  1618 ·  1619 ·  1620 ·  1621 ·  1622 ·  1623 ·  1624 ·  1625 ·  1626 ·  1627 ·  1628 ·  1629 ·  1630 ·  1631 ·  1632 ·  1633 ·  1634 ·  1635 ·  1636 ·  1637 ·  1638 ·  1639 ·  1640 ·  1641 ·  1642 ·  1643 ·  1644 ·  1645 ·  1646 ·  1647 ·  1648 ·  1649 ·  1650 ·  1651